# Musée de la justice (Tunis)
Le musée de la justice est un musée situé à Tunis en Tunisie.

## Localisation
Le musée se trouve au rez-de-chaussée du ministère de la Justice.

## Collection
Le musée contient des documents, dont des copies originales, sur les grands événements de l'histoire de la Tunisie, tout comme des actes légaux plus communs. D'autres supports illustrent le fonctionnement judiciaire et juridique du pays à travers le temps.